# 長野松代総合病院
厚生連 長野松代総合病院（こうせいれん ながのまつしろそうごうびょういん）は長野県長野市松代町にある病院。長野県厚生農業協同組合連合会（JA長野厚生連）が運営する。単に松代病院とも呼ばれる。公式サイトのほか、ブログでも情報を発信している。

## 沿革
- 1952年（昭和27年）10月8日 - 松代病院として開設する。
- 1995年（平成7年） - 長野松代総合病院に改称する。
- 2006年（平成18年） - 長野県千曲市森に長野松代総合病院附属ちくま診療所を開設する。
- 2007年（平成19年）4月 - 長野県長野市若穂綿内に長野松代総合病院附属若穂病院を開設する。

## 診療科目
- 内科
- 心療内科
- 神経内科
- 呼吸器科
- 消化器科
- 循環器科
- アレルギー科
- リウマチ科
- 小児科
- 外科
- 整形外科
- 脳神経外科

- 呼吸器外科
- 心臓血管外科
- 皮膚科
- 泌尿器科
- 産婦人科
- 眼科
- 耳鼻咽喉科
- リハビリテーション科
- 放射線科
- 麻酔科
- 精神科
- 歯科口腔外科

## 医療機関の指定等
- 保険医療機関
- 労災保険指定医療機関
- 臨床研修指定病院
- DPC対象病院
- 原子爆弾被害者医療指定医療機関
- 第二種感染症指定医療機関

## 関連施設
- 長野松代総合病院附属ちくま診療所
- 長野松代総合病院附属若穂病院

## 交通
- 東日本旅客鉄道長野駅からタクシーで約20分、バスで約30 - 50分。
- 東日本旅客鉄道、しなの鉄道篠ノ井駅からタクシーで約10分、バスで約20分。
- 上信越自動車道長野ICから約5分。